# Dragon Zakura
Dragon Zakura es una serie de televisión japonesa basada en el manga del mismo nombre, emitida en la TBS. Estrenada en verano de 2005, la serie fue emitida los viernes a las 22.00 horas. Además de conseguir buenas críticas por el buen guion de la serie y la concurrencia de varias estrellas (Tomohisa Yamashita del grupo NEWS, Teppei Koike del grupo WaT y Yui Aragaki, entre otros), la serie fue alabada por enseñar métodos de estudio bastante útiles.
El tema principal de la serie fue grabado por el propio Tomohisa Yamashita.

## La serie
Sakuragi Kenji Hiroshi Abe es un abogado que de joven perteneció a una banda de delincuentes motoristas, que intenta ayudar al instituto con la peor nota media de Japón a entrar en la prestigiosa Universidad de Tokio: La Todai.
Sin otra razón que su propia ambición personal, Sakuragi anuncia su intención de que 5 estudiantes del instituto ingresen en dicha Universidad, para así además evitar que el instituto se declare en bancarrota.

### Episodios
|        | Nombre del episodio                      | Nombre en romanji                                   | Traducción                                                               | Fecha de emisión         | Índices |
| ------ | ---------------------------------------- | --------------------------------------------------- | ------------------------------------------------------------------------ | ------------------------ | ------- |
| Ep. 1  | バカとブスこそ東大へ行け                 | Baka to busu koso Toudai e ike                      | Todos vosotros que sois feos y estúpidos, ¡Id a la Universidad de Tokio! | 8 de julio de 2005       | 17.5%   |
| Ep. 2  | 自分の弱さを知れ!                        | Jibun no yowasa wo shire!                           | ¡Conoced vuestros puntos débiles!                                        | 15 de julio de 2005      | 16.5%   |
| Ep. 3  | 遊べ!受験はスポーツだ!                   | Asobe! Juken wa supootsu da!                        | ¡El examen de admisión para la Universidad es un deporte, así que jugad! | 22 de julio de 2005      | 13.8%   |
| Ep. 4  | 壁にぶつかるまで我慢しろ                 | Kabe ni butsukaru made gaman shiro                  | No pares hasta que caiga el muro                                         | 29 de julio de 2005      | 16.1%   |
| Ep. 5  | 泣くな!お前の人生だ!                     | Nakuna! Omae no jinsei da!                          | ¡No llores! ¡Es tu vida!                                                 | 5 de agosto de 2005      | 16.8%   |
| Ep. 6  | 英語対決!勝負だバカ6人                   | Eigo taiketsu! Shoubu da baka rokunin               | ¡Encuentro final con el Inglés! Batalla por la estupidez 6               | 12 de agosto de 2005     | 17.9%   |
| Ep. 7  | 見返してやる!東大模試                    | Mikaeshite yaru! Toudai moshi                       | ¡Venganza! Burlas al examen de acceso                                    | 19 de agosto de 2005     | 15.6%   |
| Ep. 8  | バカの涙･･･夏休み課外授業                | Baka no namida... Natsuyasumi kagai jugyou          | Lágrimas de tontos... Lecciones extra durante las vacaciones de verano   | 26 de agosto de 2005     | 17.0%   |
| Ep. 9  | 信じろ!成績は必ず上がる                  | Shinjiro! Seiseki wa kanarazu agaru                 | ¡Confiad en vosotros mismos! ¡Vuestras notas seguro que mejorarán!       | 2 de septiembre de 2005  | 14.5%   |
| Ep. 10 | 友情か受験か?最後の決断                  | Yuujou ka juken ka? Saigo no ketsudan               | ¿Amistad o examen de acceso? Decisión final                              | 9 de septiembre de 2005  | 14.5%   |
| Ep. 11 | お前らはもうバカじゃない!運命の合格発表! | Omaera wa mou baka janai! Unmei no goukaku happyou! | ¡Ya no sois idiotas! ¡El día de los resultados!                          | 16 de septiembre de 2005 | 20.3%   |